# 悪徳の栄え事件
悪徳の栄え事件（あくとくのさかえじけん）とは、1959年に日本で翻訳出版された書物がわいせつの文書に当たるとして翻訳者と出版者が刑法175条により起訴され、有罪とされた刑事事件である。

## 概要
被告人澁澤龍雄（筆名澁澤龍彦）並びに現代思潮社社長石井恭二は、マルキ・ド・サドの『悪徳の栄え』を翻訳し、出版した。しかし、同書には性描写が含まれており、これがわいせつ物頒布等の罪に問われたものである。

## 事件の流れ
第一審はチャタレー事件の審査基準（詳細はチャタレー事件の項を参照）を引用し、3要件のうち1点が該当しないとして無罪を言い渡した。検察側が控訴したところ、第2審では逆転して、石井を罰金10万円に、澁澤を罰金7万円に処する有罪判決となった。これに被告人たちが上告。

## 最高裁判所判決
最高裁判所昭和44年10月15日大法廷判決は以下の趣旨により、被告人の上告を棄却した。
「……芸術的・思想的価値のある文書であつても、これを猥褻性を有するものとすることはなんらさしつかえのないものと解せられる。もとより、文書がもつ芸術性・思想性が、文書の内容である性的描写による性的刺激を減少緩和させて、刑法が処罰の対象とする程度以下に猥褻性を解消させる場合があることは考えられるが、右のような程度に猥褻性が解消されないかぎり、芸術的・思想的価値のある文書であつても、猥褻の文書としての取扱いを免れることはできない」
この判決には1人の補足意見、1人の意見、5人の反対意見がついた。その中で注目されたのが裁判官田中二郎の反対意見である。田中は、相対的わいせつ概念の観点から本書がわいせつ文書には当たらないとの判断を下した。
「この作品が仮りにいくらかの猥褻の要素をもつているとしても、刑法一七五条にいう猥褻文書に該当するかどうかは、その作品のもつ芸術性・思想性およびその作品の社会的価値との関連において判断すべきものであるとする前叙の私の考え方からすれば、これを否定的に解しなければならない。すなわち、この作品は、芸術性・思想性をもつた社会的に価値の高い作品であることは、一般に承認されるところであり、原著者については述べるまでもないが、訳者である被告人澁澤龍雄は、マルキ・ド・サドの研究者として知られ、その研究者としての立場で、本件抄訳をなしたものと推認され、そこに好色心をそそることに焦点をあわせて抄訳を試みたとみるべき証跡はなく、また、販売等にあたつた被告人石井恭二においても、本訳書に関して、猥褻性の点を特に強調して広く一般に宣伝・広告をしたものとは認められない」
また、裁判官色川幸太郎の反対意見は、知る権利を打ち出したことで注目された。
「憲法21条にいう表現の自由が、言論、出版の自由のみならず、知る自由をも含むことについては恐らく異論がないであろう。辞句のみに即していえば、同条は、人権に関する世界宣言一九条やドイツ連邦共和国基本法五条などと異なり、知る自由について何らふれるところがないのであるが、それであるからといつて、知る自由が憲法上保障されていないと解すべきでないことはもちろんである。けだし、表現の自由は他者への伝達を前提とするのであつて、読み、聴きそして見る自由を抜きにした表現の自由は無意味となるからである。情報及び思想を求め、これを入手する自由は、出版、頒布等の自由と表裏一体、相互補完の関係にあると考えなければならない。ひとり表現の自由の見地からばかりでなく、国民の有する幸福追求の権利（憲法13条）からいつてもそうであるが、要するに文芸作品を鑑賞しその価値を享受する自由は、出版、頒布等の自由と共に、十分に尊重されなければならない」

## 関連文献
- 『サド裁判』 上・下　現代思潮社、1963年、新版2010年ほか。同・編集部編
- 石井恭二『花には香り本には毒を　サド裁判・埴谷雄高・澁澤龍彦・道元を語る』現代思潮新社、2002年